# Beeranahalli, Chikmagalur
Beeranahalli là một làng thuộc tehsil Chikmagalur, huyện Chikmagalur, bang Karnataka, Ấn Độ.